# Festival plesa i neverbalnog kazališta
Festival plesa i neverbalnog kazališta Svetvinčenat jedinstvena je kulturna manifestacija međunarodnog karaktera
osnovana 2000. godine u Svetvinčentu, Istarska županija.
Festival teži estetikama, konceptima i kulturalnim praksama koje tijelo promišljaju na inovativan i začuđujući način. 
U središtu pozornosti je suvremeni ples u svim svojim oblicima, odnosno ples koji se prožima s ostalim umjetničkim formama; multimedijom, likovnim umjetnostima, neverbalnim i fizičkim teatrom, filmom i videom, cirkuserijom, mimom itd. Festival stvara trendove, spaja različite žanrove u umjetnosti, ostvaruje nove oblike suradnje i postiže rezultate s predznakom novog i interdisciplinarnog.
Festival plesa i neverbalnog kazališta prvi je pokušaj decentralizacije suvremenog plesa u Hrvatskoj u čemu je svakako i uspio. Projekt se vrlo brzo ucrtao na mapu važnih plesnih zbivanja u regiji te je tijekom godina postao nezaobilazni događaj za profesionalce, podjednako umjetnike i plesne programatore, kao i za posjetitelje. Svake godine na Festivalu se prezentira između 10 i 15 radova umjetnika iz različitih dijelova Europe i svijeta koje prati raznovrsna i brojna publiku.
Svetvinčenat je s godinama postao sinonim za suvremeni ples, a realizirana je i višegodišnja inicijativa za pokretanjem Mediteranskog plesnog centra.
Cilj festivala
Opći cilj festivala je prezentacija recentnih inozemnih i domaćih ostvarenja iz područja plesa, edukacije novih generacija publike te promocije interkulturnog dijaloga i transnacionalne mobilnosti plesnih predstava.

## Strukovne nagrade
- Festival plesa i neverbalnog kazališta primio je strukovnu nagradu UPUHA za „događaj koji doprinosi razvoju suvremene plesne scene „ (2009.)
- ZLATNA KOZA – CAPRA D'ORO nagrada je koji je ZPA dodijelila TZ Istre za „organizaciju jedinstvenog kulturno-turističkog događaja, spoja suvremenog izričaja i tradicije Svetvinčenta“ (2009.)

## Najznačajniji izvođači
Tijekom godina, na festivalu je nastupilo preko 180 koreografa i plesnih kompanija iz cijeloga
svijeta kao što su:

Kibbutz Dance Company,Vertigo Dance Company, Izrael; Transit Dansa,
Company Daniel Abreu,Jordi Cortez i Damian Munoz, Roberto Olivan,
Cia Enclave Arts del Moviment, Sol Pico, Španjolska; Miet Warlop,
Belgija; Jant Bi, Senegal; Original Tempo, Japan; Jo Stromgren Kompani,
Norveška;Les Slovaks, Belgija;Isabelle Schad, Laurent Goldring,
Njemačka, Alias/ Guillermo Botelho,Švicarska;En Knap, Matjaž Farič,
Branko Potočan, Slovenija; Kubilai Khan Investigations, Martine Pisani,
Georges Momboye Company Francuska; Paolo Ribeiro, Portugal itd.

## Organizacijski tim
Umjetnička voditeljica – Snježana Abramović Milković

Producentica – Petra Glad

Asistentica producentice – Gorana Orešković

Tehnički direktor – Saša Fistrić

Odnosi s medijima – Kristina Krtanjek

## Vanjske poveznice
http://www.svetvincenatfestival.com
http://www.zagrebackiplesniansambl.hr